# Chairman of Ways and Means
Der Chairman of Ways and Means ist ein hochrangiges Mitglied des House of Commons. Er ist der erste der drei Vertreter des Speakers. Die aktuelle Trägerin des Amtes ist Eleanor Laing.

## Geschichte
Der Chairman of Ways and Means ist der wichtigste Deputy Speaker des House of Commons. Er leitet bei Abwesenheit des Speakers die Parlamentssitzungen. Der Chairman ist auch Leiter des Committee of the Whole House.
Der Titel leitet sich vom ehemaligen Committee of Ways and Means. Dieses leitete der jeweilige Amtsinhaber von 1641 bis zu dessen Auflösung 1967. Die Aufgaben des Ausschusses übernahm der Schatzkanzler.
Mitte des 19. Jahrhunderts wurde die Position des Chairman of Ways and Means mit der des Stellvertreters des Speakers zusammengelegt. Seit 1853 ist er der offizielle Stellvertreter des Speakers. Laut Deputy Speakers Act 1855 kann er bei Abwesenheit des Speakers alle seine Befugnisse ausüben.
Ende des 17. Jahrhunderts war der Speaker in einer schwierigen Position. Er sollte einerseits die Interessen des House gegenüber dem König vertreten und anderseits die des Königs gegenüber dem House. Daher beschloss das House of Commons sich bei Beratung über die königlichen Finanzen als Committee of the whole House zu beraten. Den Vorsitz sollte ein eigener Amtsträger führen und nicht der Speaker, der als "Spion des Königs" angesehen wurde. Es wurde Tradition, dass derselbe Abgeordnete mehrere Sitzungen hintereinander zum Vorsitzenden gewählt wurde. Ab 1800 war die Position besoldet.
Dieser Ausschuss war für den Haushalt zuständig. Daraus leitet sich auch die Tradition ab, dass der Chairman die jährliche Haushaltsdebatte leitet. Zwischen 1641 und 1967 leitete er die Haushaltsdebatte, da das Committee die Steuererhöhungen vorschlug. 1968 und 1989 leitete der Speaker die Haushaltsdebatte. Häufig war der Chairman zuvor Vorsitzender eines ständigen Ausschusses oder auch Minister.
Seit 1902 ernennt das House of Commons einen First Deputy Chairman of Ways and Means und seit 1971 einen Second Deputy Chairman of Ways and Means, die den Chairman of Ways and Means bei seinen Aufgaben wie der Debattenleitung und dem Vorsitz des Committees of the Whole House vertreten. Einige Aufgaben sind dem Chairman vorbehalten. Er hat die allgemeine Aufsicht über Angelegenheiten im Zusammenhang mit privaten Rechnungen, überwacht die Sitzungsvorbereitung in der Westminster Hall und ist Vorsitzender des Panels of Committee Chairs.
Nach ihrer Ernennung beteiligen sich der Chairman oder seine Stellvertreter traditionell an keiner Parlamentsdebatte und nehmen an keiner Abstimmung teil, außer es entstünde ein Patt. Im Gegensatz zum Speaker bleiben der Chairman und sein Stellvertreter Mitglied ihrer Parteien und treten bei den Wahlen als Parteipolitiker an. Der Chairman und der Second Deputy Chairman werden von der Gegenpartei der vormaligen Partei des Speakers gewählte, während der First Deputy Chairman aus der ehemaligen Partei des Speakers stammt. Da diese vier Personen sich bei Abstimmung enthalten, gehen der Opposition und der Regierungspartei zwei Stimmen verloren. Dies hebt sich also auf.
Traditionell trägt ein Deputy Speaker, wenn er die Sitzung leitet, einen Cut (einen schwarzen Gehrock mit schwarzen Weste und eine gestreifte grau-schwarze Hose).

## Liste der Chairmen of Ways and Means since 1826
Fettgeschriebene Einträge markieren einen Chairman, der später zum Speaker of the House of Commons gewählt wurde.
| Von      | Bis       | Name                          | Partei                | Wahlkreis                             | Ehrung nach dem Rücktritt   |
| -------- | --------- | ----------------------------- | --------------------- | ------------------------------------- | --------------------------- |
| 1826     | 1831      | Sir Alexander Grant, Bt       | Conservative          | Aldborough, Westbury                  | keine                       |
| 1831     | 1841      | Ralph Bernal                  | Whig                  | Rochester                             | keine                       |
| 1841     | 1847      | Thomas Greene                 | Conservative          | Lancaster                             | keine                       |
| 1847     | 1852      | Ralph Bernal                  | Whig                  | Rochester                             | keine                       |
| 1852     | 1853      | John Wilson-Patten            | Conservative          | North Lancashire                      | Baron Winmarleigh           |
| 1853     | 1855      | Hon. Edward Pleydell-Bouverie | Whig                  | Kilmarnock Burghs                     | keine                       |
| 1855     | 1859      | Henry FitzRoy                 | Conservative          | Lewes                                 | keine                       |
| 1859     | 1864      | William Nathaniel Massey      | Liberal               | Salford                               | keine                       |
| 1865     | 1872      | John George Dodson            | Liberal               | East Sussex                           | Baron Monk Bretton (1884)   |
| 1872     | 1874      | John Bonham Carter            | Liberal               | Winchester                            | keine                       |
| 1874     | 1880      | Henry Cecil Raikes            | Conservative          | Chester                               | keine                       |
| 1880     | 1883      | Lyon Playfair                 | Liberal               | Edinburgh and St Andrews Universities | Baron Playfair              |
| 1883     | 1885      | Sir Arthur Otway, Bt          | Liberal               | Rochester                             | keine                       |
| 1886     | 1893      | Leonard Courtney              | Liberal               | Bodmin                                | Baron Courtney of Penwith   |
| 1893     | 1895      | John William Mellor           | Liberal               | Sowerby                               | keine                       |
| 1895     | 1905      | James Lowther                 | Conservative          | Penrith                               | Viscount Ullswater          |
| 1905     | 1906      | Sir John Lawson, Bt           | Conservative          | Thirsk and Malton                     | Baronetcy                   |
| 1906     | 1911      | Alfred Emmott                 | Liberal               | Oldham                                | Baron Emmott                |
| 1911     | 1921      | John Henry Whitley            | Liberal               | Halifax                               | keine                       |
| 1921     | 1924      | James Hope                    | Conservative          | Sheffield Central                     | Baron Rankeillour           |
| Feb 1924 | Okt 1924  | Robert Young                  | Labour                | Newton                                | Knighthood                  |
| 1924     | 1929      | James Hope                    | Conservative          | Sheffield Central                     | Baron Rankeillour           |
| 1929     | 1931      | Robert Young                  | Labour                | Newton                                | Knighthood                  |
| 1931     | 1943      | Dennis Herbert                | Conservative          | Watford                               | Baron Hemingford            |
| Jan 1943 | März 1943 | Douglas Clifton Brown         | Conservative          | Hexham                                | Viscount Ruffside           |
| 1943     | 1951      | James Milner                  | Labour                | Leeds South East                      | Baron Milner of Leeds       |
| 1951     | 1959      | Sir Charles MacAndrew         | Unionist/Conservative | Bute and Northern Ayrshire            | Baron MacAndrew             |
| 1959     | 1962      | Gordon Touche                 | Conservative          | Dorking                               | Baronetcy                   |
| 1962     | 1964      | Sir William Anstruther-Gray   | Unionist/Conservative | Berwick and East Lothian              | Baron Kilmany               |
| 1964     | 1965      | Horace King                   | Labour                | Southampton Itchen                    | Baron Maybray-King          |
| 1965     | 1966      | Sir Samuel Storey, Bt         | Conservative          | Stretford                             | Baron Buckton               |
| 1966     | 1968      | Sir Eric Fletcher             | Labour                | Islington East                        | Baron Fletcher              |
| 1968     | 1970      | Sydney Irving                 | Labour                | Dartford                              | Baron Irving of Dartford    |
| 1970     | 1974      | Sir Robert Grant-Ferris       | Conservative          | Nantwich                              | Baron Harvington            |
| 1974     | 1976      | George Thomas                 | Labour                | Cardiff West                          | Viscount Tonypandy          |
| 1976     | 1979      | Oscar Murton                  | Conservative          | Poole                                 | Baron Murton of Lindisfarne |
| 1979     | 1983      | Bernard Weatherill            | Conservative          | Croydon North East                    | Baron Weatherill            |
| 1983     | 1992      | Harold Walker                 | Labour                | Doncaster Central                     | Baron Walker of Doncaster   |
| 1992     | 1997      | Michael Morris                | Conservative          | Northampton South                     | Baron Naseby                |
| 1997     | 2010      | Sir Alan Haselhurst           | Conservative          | Saffron Walden                        | Baron Haselhurst            |
| 2010     | 2019      | Sir Lindsay Hoyle             | Labour                | Chorley                               | keine                       |
| 2020     | aktuell   | Eleanor Laing                 | Conservative          | Epping Forest                         | keine                       |

## Liste der First Deputy Chairmen of Ways and Means
| Von      | Bis       | Name                        | Partei                | Wahlkreis                  | Ehrung nach dem Rücktritt      |
| -------- | --------- | --------------------------- | --------------------- | -------------------------- | ------------------------------ |
| 1902     | 1905      | Arthur Frederick Jeffreys   | Conservative          | Basingstoke                | Baron Jeffreys                 |
| 1905     | 1906      | Laurence Hardy              | Conservative          | Ashford                    | keine                          |
| 1906     | 1910      | James Caldwell              | Liberal               | Lanarkshire Mid            | keine                          |
| 1910     | 1911      | John Henry Whitley          | Liberal               | Halifax                    | keine                          |
| 1911     | 1918      | Donald Maclean              | Liberal               | Peebles and Selkirk        | Knighthood                     |
| 1919     | 1923      | Sir Edwin Cornwall          | Liberal               | Bethnal Green North-East   | Baronetcy                      |
| Feb 1924 | Okt 1924  | Cyril Entwistle             | Liberal               | Hull South West            | keine                          |
| Dec 1924 | 1928      | Edward FitzRoy              | Conservative          | Daventry                   | Knighthood                     |
| 1928     | 1929      | Dennis Herbert              | Conservative          | Watford                    | Baron Hemingford               |
| 1929     | 1931      | Herbert Dunnico             | Labour                | Consett                    | Knighthood                     |
| 1931     | 1938      | Robert Bourne               | Conservative          | Oxford                     | keine                          |
| 1938     | 1943      | Douglas Clifton Brown       | Conservative          | Hexham                     | Viscount Ruffside              |
| Jan 1943 | März 1943 | James Milner                | Labour                | Leeds South East           | Baron Milner of Leeds          |
| 1943     | 1945      | Charles Williams            | Conservative          | Torquay                    | keine                          |
| 1945     | 1948      | Hubert Beaumont             | Labour                | Batley and Morley          | keine                          |
| 1948     | 1950      | Frank Bowles                | Labour                | Nuneaton                   | Baron Bowles                   |
| 1950     | 1951      | Sir Charles MacAndrew       | Unionist/Conservative | Bute and Northern Ayrshire | Baron MacAndrew                |
| 1951     | 1956      | Rhys Hopkin Morris          | Liberal               | Carmarthen                 | Knighthood                     |
| 1956     | 1959      | Gordon Touche               | Conservative          | Dorking                    | Baronetcy                      |
| 1959     | 1962      | Sir William Anstruther-Gray | Unionist/Conservative | Berwick and East Lothian   | Baron Kilmany                  |
| 1962     | 1964      | Sir Robert Grimston, Bt     | Conservative          | Westbury                   | Baron Grimston of Westbury     |
| 1964     | 1965      | Sir Samuel Storey, Bt       | Conservative          | Stretford                  | Baron Buckton                  |
| 1965     | 1966      | Roderic Bowen               | Liberal               | Ceredigion                 | keine                          |
| 1966     | 1968      | Sydney Irving               | Labour                | Dartford                   | Baron Irving of Dartford       |
| 1968     | 1970      | Harry Gourlay               | Labour                | Kirkcaldy                  | keine                          |
| 1970     | 1973      | Betty Harvie Anderson       | Conservative          | East Renfrewshire          | Baroness Skrimshire of Quarter |
| 1973     | 1974      | Lance Mallalieu             | Labour                | Brigg                      | Knighthood                     |
| 1974     | 1976      | Oscar Murton                | Conservative          | Poole                      | Baron Murton of Lindisfarne    |
| 1976     | 1979      | Sir Myer Galpern            | Labour                | Glasgow Shettleston        | Baron Galpern                  |
| 1979     | 1982      | Bryant Godman Irvine        | Conservative          | Rye                        | Knighthood                     |
| 1982     | 1987      | Ernest Armstrong            | Labour                | North West Durham          | keine                          |
| 1987     | 1992      | Sir Paul Dean               | Conservative          | Woodspring                 | Baron Dean of Harptree         |
| 1992     | 1997      | Geoffrey Lofthouse          | Labour                | Pontefract and Castleford  | Baron Lofthouse of Pontefract  |
| 1997     | 2000      | Michael Martin              | Labour                | Glasgow Springburn         | Baron Martin of Springburn     |
| 2000     | 2010      | Sylvia Heal                 | Labour                | Halesowen and Rowley Regis | keine                          |
| 2010     | 2013      | Nigel Evans                 | Conservative          | Ribble Valley              | keine                          |
| 2013     | 2020      | Dame Eleanor Laing          | Conservative          | Epping Forest              | keine                          |
| 2020     | aktuell   | Dame Rosie Winterton        | Labour                | Doncaster Central          |                                |

## Liste der Second Deputy Chairmen of Ways and Means
| Von  | Bis     | Name                     | Partei       | Wahlkreis                         | Ehrung nach dem Rücktritt   |
| ---- | ------- | ------------------------ | ------------ | --------------------------------- | --------------------------- |
| 1971 | 1973    | Lance Mallalieu          | Labour       | Brigg                             | keine                       |
| 1973 | 1974    | Oscar Murton             | Conservative | Poole                             | Baron Murton of Lindisfarne |
| 1974 | 1976    | Sir Myer Galpern         | Labour       | Glasgow Shettleston               | Baron Galpern               |
| 1976 | 1979    | Sir Bryant Godman Irvine | Conservative | Rye                               | keine                       |
| 1979 | 1981    | Richard Crawshaw         | Labour       | Liverpool Toxteth                 | Baron Crawshaw of Aintree   |
| 1981 | 1982    | Ernest Armstrong         | Labour       | North West Durham                 | keine                       |
| 1982 | 1987    | Sir Paul Dean            | Conservative | Woodspring                        | Baron Dean of Harptree      |
| 1987 | 1992    | Betty Boothroyd          | Labour       | West Bromwich West                | Baroness Boothroyd          |
| 1992 | 1997    | Dame Janet Fookes        | Conservative | Plymouth Drake                    | Baroness Fookes             |
| 1997 | 2010    | Sir Michael Lord         | Conservative | Central Suffolk and North Ipswich | Baron Framlingham           |
| 2010 | 2015    | Dame Dawn Primarolo      | Labour       | Bristol South                     | Baroness Primarolo          |
| 2015 | 2017    | Natascha Engel           | Labour       | North East Derbyshire             | keine                       |
| 2017 | 2020    | Dame Rosie Winterton     | Labour       | Doncaster Central                 | keine                       |
| 2020 | aktuell | Nigel Evans              | Conservative | Ribble Valley                     | keine                       |